# 클뤼니 개혁
클뤼니 개혁(Cluniac Reforms)은 중세 초기에 발생한 서방 기독교의 수도주의 운동이다. 아키텐 공국에 소재한 베네딕도회 수도원인 클뤼니 수도원에서 시작되어 클뤼니 개혁이라고 한다. 개혁은 제2대 클뤼니 수도원장인 오동 드 클뤼니가 주도하여 프랑스의 다른 공국들(부르고뉴, 프로방스, 오베르뉴, 푸아티에)과 잉글랜드, 이탈리아, 에스파냐까지 확산되었다.

## 개요
10세기 초 프랑스 부르고뉴 지방의 클뤼니(Cluny) 수도원에서 일어난 교계(敎界) 개혁 운동. 10∼11세기에는 클뤼니뿐만 아니라 로트링겐, 바이에른 등의 각지에 독립된 수도원 개혁 운동이 있었는데, 그중에서도 클뤼니가 가장 중요한 것이다. 이 개혁운동은 프랑스 전토로 확대되고, 나가서는 에스파냐, 이탈리아, 독일에까지 파급되었다. 이 운동은 귀족의 원조를 받아 크리스트교화를 수행한 귀족운동으로 그 조직은 중앙 집권적이며 클뤼니 수도원장의 권력은 절대적이어서 여타의 교회는 모두 이에 종속되었다.교회의 세속화를 숙정(肅正)하고 성직의 매매 등 교회의 퇴폐 현상에 대한 혁신 운동의 선두에 선 클뤼니파는, 문화적인 공헌뿐 아니라 그레고리우스 7세나 우르바누스 2세 등의 강력한 교황을 옹립하여 십자군의 원동력이 되기도 했다.

## 같이 보기
- 클뤼니 대수도원
- 보름스 협약
- 그레고리오 개혁